# 新砷凡納明
新砷凡納明（英語：Neosalvarsan），又名新胂凡納明、新灑爾佛散或新606，是一種合成化學治療劑，是一種有機砷化合物。它於1912年上市，取代了毒性更大、水溶性更低的灑爾佛散，作為梅毒的有效治療方法。由於這兩種砷化合物都具有相當大的副作用風險，因此在1940年代被青黴素取代。
新砷凡納明和灑爾佛散都是由保羅·埃爾利希於德國法蘭克福的實驗室開發，這兩種藥品的發現是第一次由有組織的團隊合作，藉由系流性化學修飾改良先導化合物生物活性的結果；這種團隊合作方式是大多數現代藥物研究的基礎。新砷凡納明和灑爾佛散都是前體藥物，它們在人體內被代謝成活性藥物。
和灑爾佛散一樣，新砷凡納明的結構原被認為有砷－砷雙鍵；但實際上，新砷凡納明有大小不同的環與砷－砷單鍵。